# ロージアン
ロージアン（英: Lothian[ˈloʊ.ði.ən], スコットランド語: Lowden, スコットランド・ゲール語: Lodainn [ˈɫ̪ot̪ʰaɲ], 古ゲール語: Labhdaidh）はスコットランドのローランド地方にある地域で、フォース湾の南海岸とラマミュアー丘陵の間に位置する。第一の都市としてスコットランドの首都、エディンバラがある。その他の特筆すべき街としては、リヴィングストン、バスゲイト、リンリスゴー、サウス・クィーンズフェリー、ハディントン、トラネント、ノース・ベリック、マッセルバラ、ダルキース、ボニーリッグ、ダンバーなどがある。
ロージアンという言葉は、歴史的には現在の行政区分としての地域に加えて、スコティッシュ・ボーダーズを含む地域を指していた。ロージアンは、7世紀の一時期にはアングル人のバーニシア、後のノーサンブリア北部にあたる王国、によって支配されていたが、アングル人達がダン・ネクテインの戦いにおいてピクト人に敗れると、ロージアンのアングル人による支配は急速に衰えることとなった。ロージアンとノーサンブリアとの区別は、イングランドの年代史家が用いる、その起源である共通ブリソン語名の名残にも見られる。西暦紀元1018年にロージアンはスコットランド王国に併合された。
その後のスコットランドの歴史において、ロージアンはスコットランドの州として、イースト・ロージアン、ミッドロージアン、ウェスト・ロージアンに細分化された。

## 語源
ロージアンという名前は共通ブリソン語の *Lugudūniānā（現代ウェールズ語：Lleuddiniawn）から来ていると専ら考えられている。その意味は「ルー (Lugus) の砦の国」であり、このことが示されている初期の文献としてア・ゴドジンのような古いウェールズの作品がある。
ロージアンの名前に関するよく知られた伝承としては、ロット王に由来するという説がある。ロット王はアーサー王伝説に登場する王の一人で、作品によってはロージアンを治める王として描かれている。